# Ларска
Ларска је српска музичка група из Крагујевца. Жанровски се најчешће сврстава у гранџ и стоунер рок.

## Историја

### Почеци и основни подаци
Група Ларска је основана почетком јануара 2015. године. У почетку су ауторску музику почели да стварају само Лука Стоисављевић (бас-гитара, вокал) и Душан Лазић (бубањ). Касније им се прикључио други басиста Филип Станковић и тиме је комплетирана неуобичајена поставка групе — са два баса и бубњем. Назив групе настао је преметањем слогова у речи скалар — појму који означава физичку величину одређену интензитетом, али не и правцем и смером. Сходно томе, чланови групе наводе да стварају музику без притиска да она буде жанровски уско одређена. Текстови песама су на енглеском језику.

### 2016—данас: Фестивали, промена у постави и први албум
Ларска је почетком 2016. начинила прве самосталне снимке, а у марту исте године објавила је и дебитантски сингл Графт. Тог пролећа група је по први пут учествовала на Бунт рок фестивалу и успела је да се пласира у финале, али тамо јој је треће место измакло за само један поен. Почетком септембра 2016. групу је напустио Филип Станковић, а место другог басисте преузео је Душко Јовановић. У финалу шестог Београдског ауторског рок фестивала, одржаном 16. децембра 2016. у Дому омладине Београда, ова крагујевачка тројка освојила је награду за најбољи ауторски бенд по избору стручног жирија.
Током пролећа 2017. група се поново надметала на Бунт рок фестивалу и овога пута је успела да освоји треће место. Такође, Лука Стоисављевић је проглашен за најбољег инструменталисту те сезоне фестивала.
Ларска је 14. јуна 2019. објавила деби албум Can't Steal It, а издавач је био Дом омладине Крагујевац.

## Чланови

### Садашњи
- Лука Стоисављевић — бас-гитара, вокал
- Лука Милошевић — бас-гитара
- Иван Благојевић — бубањ

### Бивши
- Филип Станковић — бас-гитара
- Душко Јовановић [а] — бас-гитара
- Душан Лазић — бубањ

## Дискографија

### Албуми
- (2019)